# Hellraiser 5 : Inferno
Pour les articles homonymes, voir Inferno.
Série Hellraiser
Bloodline
(1996) Hellseeker
(2002)
Pour plus de détails, voir Fiche technique et Distribution.
Hellraiser 5 : Inferno (Hellraiser: Inferno) est un film américain réalisé par Scott Derrickson, sorti en 2000. C'est le cinquième film de la saga Hellraiser.
Le film suit Joseph, détective corrompu et drogué, qui enquête sur un tueur qui laisse le doigt d'un enfant à la fin de chacun de ses crimes.

## Synopsis
Joseph Thorne (Craig Sheffer) est un détective intelligent de la police de Denver, quoique corrompu car il s'adonne régulièrement à l'usage de drogues et il est infidèle à sa femme. Sur la scène de ce qui semble être un assassinat habituel, Thorne découvre une boîte de puzzle étrange, qu'il emmène chez lui pour s'adonner à sa fascination pour les puzzles. Après avoir résolu la boîte, Thorne commence à avoir des hallucinations bizarres, comme de se laisser séduire par une paire de femmes mutilées et se voir pourchassé par une créature sans yeux ou sans jambes. Thorne fait également un lien entre l'assassinat et un tueur connu comme « l'Ingénieur », qui est soupçonné d'avoir enlevé un enfant. Thorne va à la recherche de l'Ingénieur, qui commence à assassiner les amis et les associés de ce premier, laissant derrière lui l'un des doigts de l'enfant à chaque scène de crime.
Tout en subissant un traitement pour ses hallucinations, le psychiatre de Thorne se révèle être Pinhead, le chef d'un groupe d'entités appelées les cénobites, qui utilisent la boîte de puzzle comme un portail entre leur royaume et celui des mortels. Pinhead informe Thorne qu'il était dans le royaume des cénobites depuis l'ouverture de la boîte, où ils l'ont soumis à la torture psychologique pour les diverses atrocités qu'il a infligées à autrui : l'Ingénieur est une manifestation de la propre cruauté de Thorne, tandis que l'enfant est une personnification de l'innocence de Thorne, qu'il a lentement tué par la corruption, l'hédonisme et la violence. Tandis que les chaînes crochues apparaissent et commencent à piéger Thorne, Pinhead l'informe qu'il sera soumis à une éternité de tourments pour ses péchés. Thorne se retrouve dans le monde réel, mais les faits reprennent et il se rend compte qu'il ne peut se suicider.

## Fiche technique
- Titre original : Hellraiser: Inferno
- Titre français : Hellraiser 5 : Inferno
- Réalisation : Scott Derrickson
- Scénario : Paul Harris Boardman et Scott Derrickson
- Décors : Deborah Raymond
- Costumes : Julia Schklair
- Photographie : Nathan Hope
- Musique : Walter Werzowa
- Montage : Kirk M. Morri
- Sociétés de production : Dimension Films, Miramax Films et Neo Art & Logic
- Budget : 2 millions de dollars (1,46 million d'euros)
- Pays de production : États-Unis
- Format : Couleurs - 35 mm - 1,78:1 - Dolby Digital
- Genre : Horreur, fantastique et policier
- Durée : 99 minutes
- Dates de sortie :
  - États-Unis : 3 octobre 2000 (en DVD)
  - France : 29 janvier 2004 (Festival de Gérardmer) ; 8 avril 2004 (en DVD)
- Classification : interdit aux moins de 12 ans

## Distribution
- Craig Sheffer (VF : Jérôme Keen) : le détective Joseph Thorne
- Nicholas Turturro (VF : Mark Lesser) : le détective Tony Nenonen
- James Remar (VF : Jean-Jacques Moreau) : le Dr et prêtre de l'Église épiscopalienne Paul Gregory
- Doug Bradley (VF : Jean-Jacques Moreau) : Pinhead
- Nicholas Sadler (VF : Yann Pichon) : Bernie
- Noelle Evans (VF : Rafaèle Moutier) : Melanie Thorne
- Lindsay Taylor : Chloe
- Matt George (VF : Jean-Jacques Nervest) : Leon Gaultier
- Michael Shamus Wiles : M. Parmagi
- Sasha Barrese (VF : Sybille Tureau) : Daphne Sharp
- Kathryn Joosten : la mère de Joseph
- Jessica Elliot : la mère de Joseph, jeune
- Carmen Argenziano (VF : Jacques Brunet) : le capitaine
- Christopher Neiman : le pathologiste
- Christopher Kriesa : le vieux détective
- Brian Sostek (VF : Tanguy Goasdoué) : le technicien de la police scientifique

Version française réalisée par Audiophase ; direction artistique : Marie-Christine Chevalier

## Bande originale
- From Eden, interprété par Mod:1 et Lisbeth Scott
- Drifting Too Far from the Shore, interprété par Joyce Derrickson

## Distinctions

### Récompenses
- DVD Exclusive Awards 2001 : Meilleurs effets spéciaux pour Jamison Scott Goei et Sookie Park

### Nominations
- DVD Exclusive Awards 2001 : Meilleur montage et Meilleur son